# Клетки (Волоколамский район)
Клетки — деревня в Волоколамском районе Московской области России, входит в состав сельского поселения Спасское. Население — 8 чел. (2010).

## География
Деревня Клетки расположена на западе Московской области, в юго-западной части Волоколамского района, на правом берегу реки Рузы, примерно в 15 км к юго-западу от города Волоколамска, с которым связана прямым автобусным сообщением. К деревне приписано 11 садоводческих товариществ. Ближайшие населённые пункты — село Новлянское и деревня Чернево.

## Население
| 1852 | 1859 | 1899 | 1926 | 2002 | 2006 | 2010 |
| ---- | ---- | ---- | ---- | ---- | ---- | ---- |
| 133  | ↘130 | ↘126 | ↗167 | ↘14  | ↘8   | →8   |

## История
Клетки, деревня 2-го стана, Государственных Имуществ, 62 души мужского пола, 71 женского, 19 дворов, 118 верст от столицы, 45 от уездного города, на проселочной дороге.— Нистрем К. Указатель селений и жителей уездов Московской губернии, 1852 г.
В «Списке населённых мест» 1862 года — казённая деревня 2-го стана Можайского уезда Московской губернии, по правую сторону Волоколамского тракта из города Можайска, при реке Рузе, в 48 верстах от уездного города, с 19 дворами и 130 жителями (60 мужчин и 70 женщин).
По данным на 1899 год — деревня Канаевской волости Можайского уезда с 126 душами населения.
По материалам Всесоюзной переписи населения 1926 года — деревня Васильевского сельсовета Осташёвской волости Волоколамского уезда в 13,86 км от Осташёвского шоссе и 17,06 км от станции Волоколамск Балтийской железной дороги, проживало 167 жителей (76 мужчин, 91 женщина), насчитывалось 32 крестьянских хозяйства.
1994—2006 гг. — деревня Кармановского сельского округа Волоколамского района.
С 2006 года — деревня сельского поселения Спасское Волоколамского муниципального района Московской области.